# Abir Abdulrahman
Abir Abdulrahman Chalil Mahmud Chalil (ar. عبير عبدالرحمن خليل محمود خليل ur. 13 czerwca 1992 w Aleksandrii) – egipska sztangistka, dwukrotna medalistka igrzysk olimpijskich i brązowa medalistka mistrzostw świata.

## Kariera
W 2008 roku wywalczyła brązowy medal w wadze lekkociężkiej podczas igrzysk olimpijskich w Pekinie. W zawodach tych wyprzedziły ją jedynie Rosjanka Oksana Sliwienko i Kolumbijka Leydi Solís. Pierwotnie Abdulrahman zajęła piąte miejsce, jednak w latach 2016-2017 za doping zdyskwalifikowane zostały Chinka Liu Chunhong (1. miejsce) oraz Ukrainka Natalija Dawydowa (3. miejsce), a brązowy medal przyznano Egipcjance. Na rozgrywanych rok później mistrzostwach świata w Goyang startowała w wadze ciężkiej, zajmując pierwotnie czwarte miejsce. Wkrótce jednak zdyskwalifikowano brązową medalistkę Hripsime Churszudjan z Armenii, a brązowy medal przypadł Egipcjance. Brała też udział w igrzyskach olimpijskich w Londynie w 2012 roku, zajmując w wadze ciężkiej piąte miejsce. W 2016 roku za doping zdyskwalifikowane zostały wszystkie medalistki w tej kategorii: Swietłana Podobiedowa z Kazachstanu (1. miejsce), Rosjanka Natalja Zabołotna (2. miejsce) oraz Iryna Kulesza z Białorusi (3. miejsce), a brązowy medal przyznano Egipcjance.